# Chihuahua-Wüste

Ausdehnung der Chihuahua-Wüste

Die Chihuahua-Wüste liegt im Grenzgebiet der USA und Mexiko. Sie ist mit einer Fläche von ca. 647.500 km², von denen etwa 90 % in den mexikanischen Bundesstaaten Chihuahua und Coahuila liegen, die größte aller nordamerikanischen Wüsten. Allerdings reichen ihre Ausläufer bis in einige US-Bundesstaaten: Sie nimmt südöstliche Teile von Arizona, den Süden von New Mexico und den Westen von Texas ein. In südlicher Richtung erstreckt sie sich bis in die mexikanischen Staaten Zacatecas, San Luis Potosí, Durango und Nuevo León. Geologisch liegt sie in der Basin and Range Province.

## Charakteristika
Die Chihuahua-Wüste lässt sich als Regenschattenwüste kategorisieren weil sie durch die östlich gelegene Sierra Madre Oriental vom regenreichen Golf von Mexiko abgeschirmt wird. Dies und die immer schon spärlichen Regenfälle von Westen stellt zugleich den Hauptgrund der Entstehung der Wüste dar.

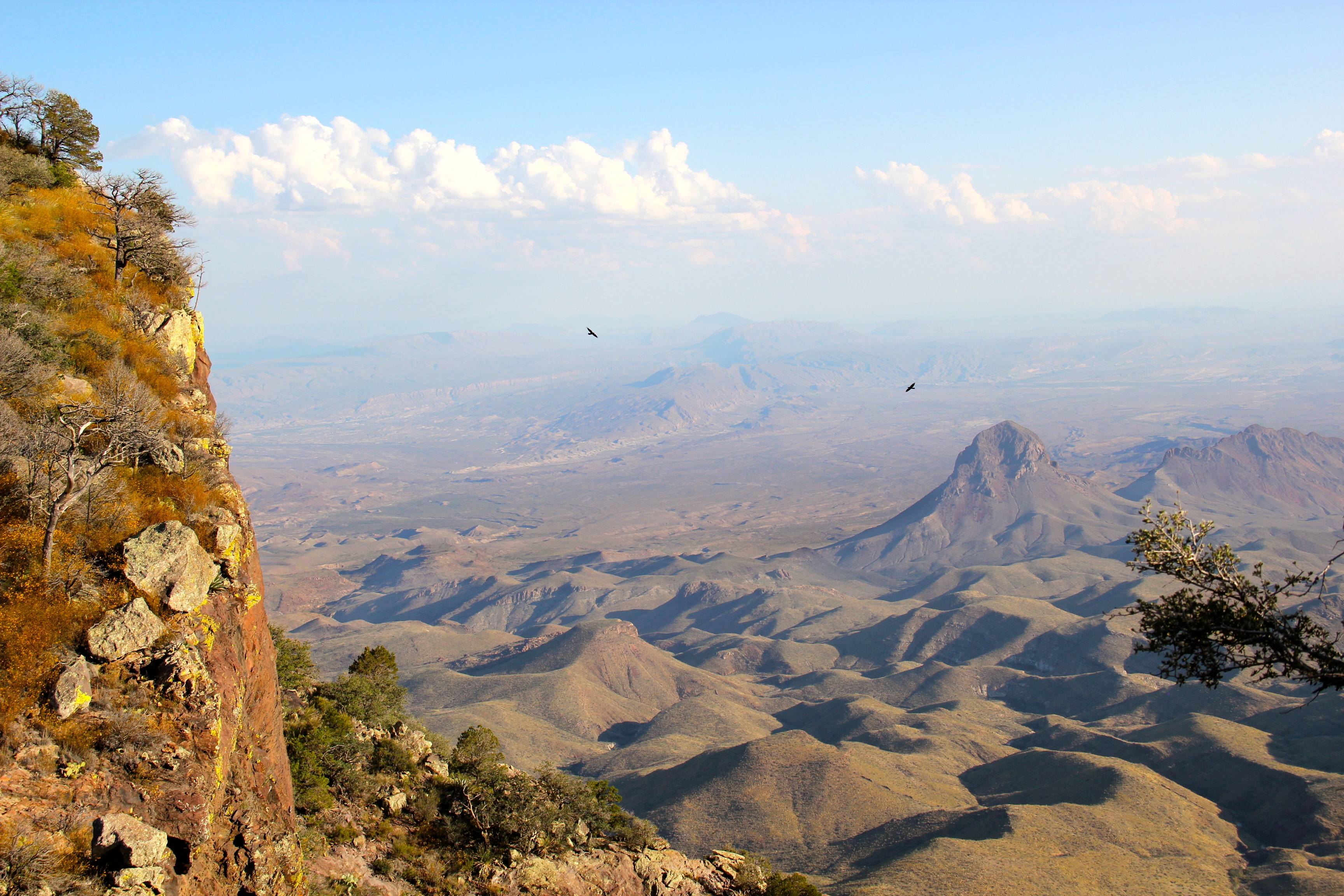
Chihuahuan Wüste in Texas

Bei der Wüste handelt es sich um ein Wüstenbecken, welches von mehreren kleineren Gebirgsreihen wie den Sacramento Mountains, Guadalupe Mountains und den Davis Mountains unterbrochen wird. Diese Gebirgsgegenden sind deutlich kühler und feuchter als die Wüste und von Koniferenwäldern bewachsen.
Im Vergleich zur westlich angrenzenden Sonora-Wüste sind die Höhenunterschiede in der Chihuahua deutlich größer; sie variieren zwischen 600 und 1675 Meter. Dadurch ist der Sommer meist etwas milder als in der Sonora. Die Durchschnittstemperaturen im Juni liegen dabei zwischen 35 und 40 °C, im Winter kann es in höheren Lagen sogar sehr kalt werden. Die Niederschlagsmenge in der Chihuahua ist ebenfalls etwas höher als in den anderen Wüsten der Region (neben der Sonora auch die Mojave-Wüste und das Große Becken), sie liegt jedoch auch hier bei nur ca. 250 bis 300 mm/Jahr. Die Hauptmenge des Niederschlags konzentriert sich dabei auf eine kurze „Regenzeit“ im Spätsommer; Schnee fällt nur in den Höhenlagen.

## Fauna und Flora
Trotz des trockenen Klimas leben hier ca. 120 Säugetierarten sowie zahlreiche Reptilien- und Vogelarten. Die Chihuahua-Wüste ist geprägt durch eine typische Wüstenvegetation, bestehend aus Agave lechuguilla, Mesquiten, Yuccas, Dasylirion wheeleri und verschiedenen Gräsern. In der Chihuahua-Wüste liegt der Big-Bend-Nationalpark und das Prehistoric Trackways National Monument.

## White Sands

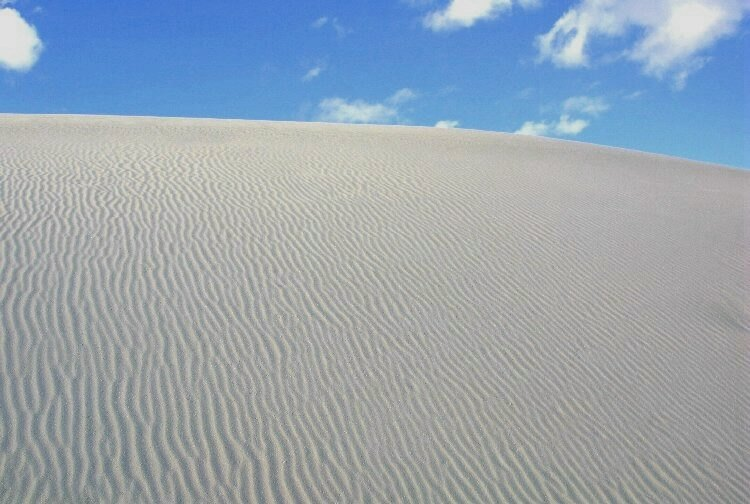
Der White-Sands-Nationalpark, der für seine Dünen aus weißen Gipskristallen bekannt ist

White Sands („Weißer Sand“) ist der Name einer Gipswüste im Tularosa-Becken im Süden des US-Bundesstaates New Mexico. Sie ist der ungewöhnlichste Teil der Chihuahua-Wüste. Das Gebiet wurde im Jahr 1933 zum White Sands National Monument und 2019 zum Nationalpark deklariert. Bei dem „weißen Sand“ handelt es sich um Gips. Dieser Gips gelangt aus den umliegenden Bergen durch Niederschlag in den Lake Lucero, der sich in der südwestlichsten Ecke von White Sands befindet und keinen Abfluss hat. In den Sommermonaten mit zum Teil extremer Hitze trocknet dieser See aus und es bleiben lediglich die Gipskristalle zurück, die von den Südwestwinden zu Dünen aufgeworfen werden und mit ca. 700 km² die größte Gipswüste der Welt bilden.
Im Gebiet der White Sands befindet sich die White Sands Missile Range, ein Raketen-Testgelände der US-Armee, auf dem 1945 die erste Atombombenexplosion (Trinity-Test) stattfand. Außerdem war die Basis einmal Ausweichlandeplatz für das Space Shuttle, so geschehen 1982 bei der STS-3-Mission der Columbia. Von der NASA wird der Ausweichlandeplatz daher auch White Sands Space Harbour genannt.